# Grand Prix Formule 1 van Duitsland 2012
De Grand Prix Formule 1 van Duitsland 2012 werd gehouden op 22 juli 2012 op de Hockenheimring Baden-Württemberg. Het was de tiende race van het kampioenschap.

## DRS-systeem
Het was de eerste keer dat het Drag Reduction System(DRS)-systeem werd gebruikt op Hockenheim. De detectie lag bij het uitkomen van de vierde bocht, waarna 260 meter verder de achtervleugel open mag tot aan de hairpin.

## Vrije trainingen
- Er wordt enkel de top 5 weergegeven.

| Vrije training 1 | Pos | No | Coureur            | Constructeur            | Tijd     |
| ---------------- | --- | -- | ------------------ | ----------------------- | -------- |
| Vrije training 1 | 1   | 3  | Jenson Button      | McLaren-Mercedes        | 1:16.595 |
| Vrije training 1 | 2   | 4  | Lewis Hamilton     | McLaren-Mercedes        | 1:17.093 |
| Vrije training 1 | 3   | 5  | Fernando Alonso    | Ferrari                 | 1:17.370 |
| Vrije training 1 | 4   | 7  | Michael Schumacher | Mercedes                | 1:17.382 |
| Vrije training 1 | 5   | 15 | Sergio Pérez       | Sauber-Ferrari          | 1:17.413 |
| Vrije training 2 | Pos | No | Coureur            | Constructeur            | Tijd     |
| Vrije training 2 | 1   | 18 | Pastor Maldonado   | Williams-Renault        | 1:27.476 |
| Vrije training 2 | 2   | 8  | Nico Rosberg       | Mercedes                | 1:27.564 |
| Vrije training 2 | 3   | 1  | Sebastian Vettel   | Red Bull Racing-Renault | 1:27.902 |
| Vrije training 2 | 4   | 15 | Sergio Pérez       | Sauber-Ferrari          | 1:28.402 |
| Vrije training 2 | 5   | 10 | Romain Grosjean    | Lotus-Renault           | 1:28.420 |
| Vrije training 3 | Pos | No | Coureur            | Constructeur            | Tijd     |
| Vrije training 3 | 1   | 5  | Fernando Alonso    | Ferrari                 | 1:16.014 |
| Vrije training 3 | 2   | 4  | Lewis Hamilton     | McLaren-Mercedes        | 1:16.091 |
| Vrije training 3 | 3   | 15 | Sergio Pérez       | Sauber-Ferrari          | 1:16.202 |
| Vrije training 3 | 4   | 9  | Kimi Räikkönen     | Lotus-Renault           | 1:16.238 |
| Vrije training 3 | 5   | 2  | Mark Webber        | Red Bull Racing-Renault | 1:16.447 |

Testcoureurs:
- Valtteri Bottas (Williams-Renault; P13)
- Jules Bianchi (Force India-Mercedes; P16)
- Dani Clos (HRT-Cosworth; P24)

## Kwalificatie
Fernando Alonso reed in een natte kwalificatie zijn Ferrari naar de pole position. Het Red Bull-duo Sebastian Vettel en Mark Webber reden respectievelijk naar de plaatsen twee en drie. Michael Schumacher reed zijn Mercedes naar de vierde startplaats, vlak voor Force India-coureur Nico Hülkenberg. Pastor Maldonado ging met de Williams-auto naar de zesde plaats, vlak voor het McLaren-duo Jenson Button en Lewis Hamilton. De top 10 wordt afgesloten door Force India-coureur Paul di Resta en Lotus-coureur Kimi Räikkönen.
Lotus-coureur Romain Grosjean, Mercedes-coureur Nico Rosberg en Webber kregen na afloop van de kwalificatie vijf plaatsen straf omdat zij de versnellingsbak van hun auto's moesten vervangen. Sauber-coureur Sergio Pérez kreeg vijf plaatsen straf voor het ophouden van Räikkönen en Alonso in de kwalificatie.
| Pos                 | No | Coureur            | Constructeur            | Q1       | Q2       | Q3       | Grid |
| ------------------- | -- | ------------------ | ----------------------- | -------- | -------- | -------- | ---- |
| 1                   | 5  | Fernando Alonso    | Ferrari                 | 1:16.073 | 1:38.521 | 1:40.621 | 1    |
| 2                   | 1  | Sebastian Vettel   | Red Bull Racing-Renault | 1:16.393 | 1:38.309 | 1:41.026 | 2    |
| 3                   | 2  | Mark Webber        | Red Bull Racing-Renault | 1:16.500 | 1:39.382 | 1:41.496 | 8    |
| 4                   | 7  | Michael Schumacher | Mercedes                | 1:16.686 | 1:38.010 | 1:42.459 | 3    |
| 5                   | 12 | Nico Hülkenberg    | Force India-Mercedes    | 1:16.271 | 1:39.467 | 1:43.501 | 4    |
| 6                   | 18 | Pastor Maldonado   | Williams-Renault        | 1:16.181 | 1:38.731 | 1:43.950 | 5    |
| 7                   | 3  | Jenson Button      | McLaren-Mercedes        | 1:16.507 | 1:38.659 | 1:44.113 | 6    |
| 8                   | 4  | Lewis Hamilton     | McLaren-Mercedes        | 1:16.221 | 1:37.365 | 1:44.186 | 7    |
| 9                   | 11 | Paul di Resta      | Force India-Mercedes    | 1:16.352 | 1:39.703 | 1:44.889 | 9    |
| 10                  | 9  | Kimi Räikkönen     | Lotus-Renault           | 1:15.693 | 1:39.729 | 1:45.811 | 10   |
| 11                  | 16 | Daniel Ricciardo   | STR-Ferrari             | 1:16.516 | 1:39.789 |          | 11   |
| 12                  | 15 | Sergio Pérez       | Sauber-Ferrari          | 1:15.726 | 1:39.933 |          | 17   |
| 13                  | 14 | Kamui Kobayashi    | Sauber-Ferrari          | 1:16.481 | 1:39.985 |          | 12   |
| 14                  | 6  | Felipe Massa       | Ferrari                 | 1:16.265 | 1:40.212 |          | 13   |
| 15                  | 10 | Romain Grosjean    | Lotus-Renault           | 1:16.685 | 1:40.574 |          | 19   |
| 16                  | 19 | Bruno Senna        | Williams-Renault        | 1:16.426 | 1:40.752 |          | 14   |
| 17                  | 8  | Nico Rosberg       | Mercedes                | 1:15.988 | 1:41.551 |          | 21   |
| 18                  | 17 | Jean-Éric Vergne   | STR-Ferrari             | 1:16.741 |          |          | 15   |
| 19                  | 20 | Heikki Kovalainen  | Caterham-Renault        | 1:17.620 |          |          | 16   |
| 20                  | 21 | Vitaly Petrov      | Caterham-Renault        | 1:18.531 |          |          | 18   |
| 21                  | 25 | Charles Pic        | Marussia-Cosworth       | 1:19.220 |          |          | 20   |
| 22                  | 24 | Timo Glock         | Marussia                | 1:19.291 |          |          | 22   |
| 23                  | 22 | Pedro de la Rosa   | HRT-Cosworth            | 1:19.912 |          |          | 23   |
| 24                  | 23 | Narain Karthikeyan | HRT-Cosworth            | 1:20.230 |          |          | 24   |
| 107% tijd: 1:20.991 |    |                    |                         |          |          |          |      |

## Race
Fernando Alonso won de race, voor Sebastian Vettel en Jenson Button. Kimi Räikkönen eindigde op de vierde plaats, vlak voor Sauber-coureur Kamui Kobayashi. Diens teamgenoot Sergio Pérez eindigde als zesde, voor Michael Schumacher en Mark Webber. Nico Hülkenberg en Nico Rosberg verdeelden op de negende en tiende plaats de laatste punten.
Vettel kreeg na afloop van de race echter 20 seconden straf omdat hij twee ronden voor het einde Button inhaalde en daarbij met vier wielen buiten de baan kwam. Hierdoor schoof Button op naar de tweede plaats, Räikkönen naar de derde plaats en Kobayashi naar de vierde plaats.
| Pos | No | Coureur            | Constructeur            | Rondes | Tijd/Oorzaak uitval | Grid | Punten |
| --- | -- | ------------------ | ----------------------- | ------ | ------------------- | ---- | ------ |
| 1   | 5  | Fernando Alonso    | Ferrari                 | 67     | 1:31:05.862         | 1    | 25     |
| 2   | 3  | Jenson Button      | McLaren-Mercedes        | 67     | +6.949              | 6    | 18     |
| 3   | 9  | Kimi Räikkönen     | Lotus-Renault           | 67     | +16.409             | 10   | 15     |
| 4   | 14 | Kamui Kobayashi    | Sauber-Ferrari          | 67     | +21.925             | 12   | 12     |
| 5   | 1  | Sebastian Vettel   | Red Bull Racing-Renault | 67     | +23.732             | 2    | 10     |
| 6   | 15 | Sergio Pérez       | Sauber-Ferrari          | 67     | +27.896             | 17   | 8      |
| 7   | 7  | Michael Schumacher | Mercedes                | 67     | +28.970             | 3    | 6      |
| 8   | 2  | Mark Webber        | Red Bull Racing-Renault | 67     | +46.941             | 8    | 4      |
| 9   | 12 | Nico Hülkenberg    | Force India-Mercedes    | 67     | +48.162             | 4    | 2      |
| 10  | 8  | Nico Rosberg       | Mercedes                | 67     | +48.889             | 21   | 1      |
| 11  | 11 | Paul di Resta      | Force India-Mercedes    | 67     | +59.227             | 9    |        |
| 12  | 6  | Felipe Massa       | Ferrari                 | 67     | +1:11.428           | 13   |        |
| 13  | 16 | Daniel Ricciardo   | STR-Ferrari             | 67     | +1:16.829           | 11   |        |
| 14  | 17 | Jean-Éric Vergne   | STR-Ferrari             | 67     | +1:16.965           | 15   |        |
| 15  | 18 | Pastor Maldonado   | Williams-Renault        | 66     | +1 ronde            | 5    |        |
| 16  | 21 | Vitaly Petrov      | Caterham-Renault        | 66     | +1 ronde            | 18   |        |
| 17  | 19 | Bruno Senna        | Williams-Renault        | 66     | +1 ronde            | 14   |        |
| 18  | 10 | Romain Grosjean    | Lotus-Renault           | 66     | +1 ronde            | 19   |        |
| 19  | 20 | Heikki Kovalainen  | Caterham-Renault        | 65     | +2 ronden           | 16   |        |
| 20  | 25 | Charles Pic        | Marussia-Cosworth       | 65     | +2 ronden           | 20   |        |
| 21  | 22 | Pedro de la Rosa   | HRT-Cosworth            | 64     | +3 ronden           | 23   |        |
| 22  | 24 | Timo Glock         | Marussia-Cosworth       | 64     | +3 ronden           | 22   |        |
| 23  | 23 | Narain Karthikeyan | HRT-Cosworth            | 64     | +3 ronden           | 24   |        |
| DNF | 4  | Lewis Hamilton     | McLaren-Mercedes        | 56     | Schade lekke band   | 7    |        |

## Standen na de Grand Prix
- Er wordt enkel de top 5 weergegeven.

### Coureurs
| Positie | Nummer | Rijder           | Team                    | Punten |
| ------- | ------ | ---------------- | ----------------------- | ------ |
| 1       | 5      | Fernando Alonso  | Ferrari                 | 154    |
| 2       | 2      | Mark Webber      | Red Bull Racing-Renault | 120    |
| 3       | 1      | Sebastian Vettel | Red Bull Racing-Renault | 110    |
| 4       | 9      | Kimi Räikkönen   | Lotus-Renault           | 98     |
| 5       | 4      | Lewis Hamilton   | McLaren-Mercedes        | 92     |

### Constructeurs
| Positie | Nummers | Team                    | Rijders                         | Punten |
| ------- | ------- | ----------------------- | ------------------------------- | ------ |
| 1       | 1 2     | Red Bull Racing-Renault | Sebastian Vettel Mark Webber    | 230    |
| 2       | 5 6     | Ferrari                 | Fernando Alonso Felipe Massa    | 177    |
| 3       | 3 4     | McLaren-Mercedes        | Jenson Button Lewis Hamilton    | 160    |
| 4       | 9 10    | Lotus-Renault           | Kimi Räikkönen Romain Grosjean  | 159    |
| 5       | 7 8     | Mercedes                | Michael Schumacher Nico Rosberg | 105    |

## Noot
- Dit was de honderdste Grand Prix-start voor Lewis Hamilton. Hiermee was Hamilton de 61ste coureur die minstens 100 Grands Prix had gereden.